# Hebefustis primitivus
Hebefustis primitivus är en kräftdjursart som först beskrevs av Menzies1962.  Hebefustis primitivus ingår i släktet Hebefustis och familjen Nannoniscidae. Inga underarter finns listade i Catalogue of Life.